# Ducat d'Asti
El ducat d'Asti va ser un dels ducats establerts pels longobards a la península Itàlica amb centre a Asti. Existeix poca informació sobre els seus assumptes interns, i fins i tot incerta la data de la institució del ducat, que dataria probablement de l'ocupació de la ciutat pels longobards (569).

## Història

### Segle VI
El primer duc d'Asti recordat per Pau el Diaca fou Gundoald, germà de la reina Teodolinda, encara que és probable que la constitució del ducat fos anterior, probablement de l'ocupació longobarda de la ciutat (569). El nomenament de Gundoald es va produir al temps del casament de la seva germana Teodolinda amb Autari (15 de maig del 589), i els dos germans, fills del duc de Baviera Garibald I, eren catòlics (a diferència dels longobards, llavors encara en gran part pagans o arrians) i algunes fonts informen que el nou duc va esforçar per difondre la fe catòlica al Piemont.
Gundoald va ser responsable de la construcció del monestir de Santa Anna a Asti, a Borgo San Rocco, i la del monestir de Sant Columbà, aprovada pel rei Agilulf, duc de Torí que havia pres el lloc d'Autari com a rei dels llombards i marit de Teodolinda, a la seva mort. Entre 612 i 615, Gundoald va morir, colpejat per una fletxa. Com que Pau el Diaca i Origo Gentis Langobardorum parlen en aquest moment d'una rebel·lió d'alguns ducs llombards (Mimulf de Sant Giulio, Gaidulf de Bèrgam, i Ulfari de Treviso) sufocada pel rei Agilulf, és probable que el duc d'Asti pertanyés a aquesta facció rebel, i que va ser assassinat per això.

### Segle VII
Després de les seves conquestes militars, el rei Rotari (636-652) va donar nous territoris al ducat d'Asti, que es va estendre fins a les platges de la costa Blava. Fredegari en la seva Crònica diu que va sotmetre a sang i foc les ciutats de Ligúria: Gènova, Albenga, Varigotti, Savona i Luni. la població fou reduïda a l'esclavatge. Jacopo Durandi suposa que cap ciutat lígur va ser elevada a capital d'un ducat, i que probablement aquestes terres van romandre sota influència d'Asti (especialment Savona i Albenga). La tesi es suporta també en els escrits de Pau el Diaca, que recorda només els ducats de Piemont: Asti, Torí, Sant Giulio i, més tard, Ivrea (en temps de Desideri).

### Aripert I i els seus descendents
A la mort de Gundoald el ducat va passar al seu fill Aripert, que va governar fins al 653, quan, després de l'assassinat del rei Rodoald, va ascendir al tron del regne llombard. La seva elecció va ser fortament suportada per la facció catòlica dels ducs llombards, que es va imposar a la tendència arriana representada pel darrer sobirà Rodoald.
En 661, després d'un regnat de nou anys, va morir Aripert i va ser succeït pels seus dos fills, Perctarit i Godepert, que es van dividir el regne; Túscia i la part occidental, que va incloure Asti, va tocar a Godepert. Arran de la discòrdia entre els dos germans, Grimuald, duc de Benevent, en un intent d'imposar-se a tots dos i prendre el tron, es va aprofitar de la petició d'ajut de Godepert, que li va oferir a la seva germana Teodota en matrimoni. Va marxar al nord amb les seves tropes, així com les dels ducs aliats de Spoleto i Túscia, va arribar a Pavia on Godepert fou assassinat, mentre que a Milà, Perctarit, conscient de la seva inferioritat evident, va abandonar el seu regne i va fugir al país dels àvars.
Els seguidors de la dinastia bavaresa es van reunir a Asti i a Torí, on es van posar d'acord amb els francs de Nèustria per unir-se contra Grimuald. El nou rei va amenaçar llavors als àvars amb la guerra si no lliuraven a Perctarit; aquest es va veure obligat a tornar a Itàlia per sotmetre's al rei rebent una pensió. Grimuald, però, volia eliminar Perctarit, que sent de sang reial, era sempre un perill per al seu tron; Perctarit, advertit a temps, va aconseguir escapar cap al territori del rei franc de Nèustria Clotari III.

### Batalla de Refrancore
En 663, un gran exèrcit francès va creuar els Alps i es va unir a la facció favorable a Perctarit a l'interior, en un punt prop d'Asti, per lliurar batalla contra l'exèrcit del rei llombard. A pocs quilòmetres d'Asti, prop de Val Gaminella, Grimuald va obtenir una victòria decisiva.
La llegenda diu que quan va veure l'arribada dels francs, l'usurpador militar va simular la fugida, abandonant el seu campament i deixant una gran quantitat de vi. Les tropes de Perctarit i els francs, pensant que havien obtingut una gran victòria, van passar tota la nit celebrant-ho, però al cap d'unes hores l'exèrcit llombard va caure sobre el campament per sorpresa quan estaven desarmats i molts borratxos, fent una massacre de soldats de Perctarit i francs. El vessament de sang fou tan gran que va tenyir de roig l'aigua del torrent de Gaminella. A partir d'aquest dia, el lloc es va dir Refrancore i va donar el nom a la ciutat, al nord-est d'Asti, que encara existeix avui en dia. Perctarit després d'aquesta derrota es va mantenir en l'exili a Nèustria, però va tornar al tron el 671, poc després de la mort de Grimuald.

### Segle VIII
A la mort del rei Cunipert, el duc d'Asti Ansprand va assumir la regència del fill menor d'edat del rei, Liutpert II. Immediatament va haver d'enfrontar la rebel·lió immediata del duc de Torí, Ragimpert, que es va enfrontar amb el regent a Novara al voltant de 701 i el va derrotar, tot i l'ajuda del duc de Bergamo, Rotarit, a favor d'Ansprand. A la mort de Ragimpert, un mesos després, encara el mateix 701, Ansprand amb el suport de Rotarit van intentar de nou tornar a la regència, i van aconseguir derrotar a Aripert II, fill i successor de Ragimpert. Però el presoner es va escapar i va lliurar batalla al regent i al duc aliat, als que finalment va derrotar a Pavia el 702. Ansprand va reaparèixer al ducat de Baviera, mentre que Aripert va empresonar i torturar a la seva família (esposa i fills), i només va tornar al seu pare al fill més jove Liutprand.
El 712, Ansprand va baixar a Itàlia amb l'ajuda de l'exèrcit de Teodó II de Baviera, i després d'un enfrontament indecís en què va morir Aripert II, es va convertir en nou rei, associant al tron al fill Liutprand (que mentrestant havia governat el ducat d'Asti). Tres mesos després de la mort del seu pare, el rei llombard Liutprand es va convertir en l'únic rei i va recompensar a Teodó II per l'ajuda donada al seu pare, confiant el ducat d'Asti al seu fill del mateix nom (Teodó). El duc Teodó va governar a Asti fins a la seva mort en data desconeguda, i el va succeir el seu fill Ansulf, però aquests va morir jove, deixant la regència a la seva mare Imberga.
En 744, després de la investidura del rei Ratquis, el ducat va passar a Aliprand, un parent del nou rei; fou el darrer duc d'Asti.

## Llista de ducs d'Asti
- Gundoald (589-612/615)
- Aripert (615-653)
- Pertarit (661-662)
- Cunipert (671 - 688)
- Ansprand (688 - 701)
- Liutpert (701)
- Teodó (segle viii)
- Ansulf (segle viii)
- Imberga (fins al 744)
- Aliprand (744-774)